# Улица Богданова (Пенза)
У́лица Богда́нова (бывшая Пе́шая у́лица) — улица в Пензе, расположенная в историческом центре города. Проходит от улицы Лермонтова до улицы Металлистов на Южной поляне. С северной стороны к улице примыкает сквер имени М. Ю. Лермонтова.

## История
Улица Пешая была одной из самых старых улиц Пензы. Своё название она получила от слободы пеших казаков пензенского крепостного гарнизона, которые в XVII веке, во времена основания города, получили здесь земельные наделы и подворья. До начала XX века улица именовалась также Средней пешей и Нижней пешей.
В 1939 году улица получила современное название в честь русского советского писателя-революционера Александра Алексеевича Богданова.

## В настоящее время на улице Богданова располагаются
Учебные заведения:

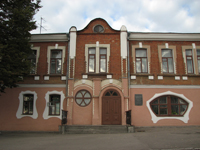
Детская музыкальная школа № 1

- Пензенское художественное училище им. К. А. Савицкого (Угол улиц Лермонтова и Богданова),
- Детская музыкальная школа № 1 г. Пензы[3]

Лечебно-профилактические учреждения:
- Консультативно-диагностический центр Пензенской областной клинической больницы имени Н. Н. Бурденко

Госучреждения:
- Прокуратура Пензенской области[4]
- Администрация Первомайского района г. Пензы[5]
- Бюро ЗАГС Первомайского района
- Управление Федерального казначейства по Пензенской области

Общественные организации:
- Пензенское областное отделение Русского географического общества

Достопримечательности:
- Аварийный барак по адресу 12 «Б»